# Diepzeerog
De diepzeerog (Bathyraja abyssicola)  is een soort uit de familie Arhynchobatidae. Zoals de naam al aangeeft wordt deze rog aangetroffen in diep water, van 350 tot 3000 m onder het wateroppervlak, meestal op de hellingen van het continentaal plat. Het verspreidingsgebied ligt in de Grote Oceaan en reikt van het noorden van Baja California (schiereiland) tot aan de Beringzee en dan weer zuidelijk tot aan Japan. De soortnaam abyssicola komt van het Latijnse abyssus wat bodemloos diep betekent en colere, wat wonen betekent.

## Beschrijving
Deze rog heeft de bekende schijfvorm, die vorm is iets breder dan lang. De staart is vrij lang, smal en taps toelopend. Er zijn twee dicht bij elkaar staande rugvinnen, meestal met een stekel daartussen. De kleur is grijsachtig paars tot donker chocoladebruin of zwart van boven, met soms verspreide kleine, donkere vlekken. Het voorste puntje van de buikvinnen is witachtig. Grote mannetjes hebben onregelmatige witte vlekken en talrijke donkere vlekken terwijl de vrouwtjes minder of geen vlekken hebben. Jongen zijn egaal van kleur.
Diepzeeroggen worden volwassen bij 110-120 cm en groeien tot minstens 135 cm, vrouwtjes kunnen een lengte bereiken van 157 cm.

## Voortplanting
De diepzeerog legt eieren in zogenaamde eikapsels. Dit zijn langwerpige omhulsels met stijve puntige hoorntjes op de hoeken; zij worden gelegd op zandige of modderige zeebodems. De jonge diepzeeroggen hebben de neiging om grote objecten zoals hun moeder te volgen. Diepzeeroggen foerageren op bodemorganismen zoals borstelwormen, inktvissen, kreeftachtigen en (been-)vissen. Jonge dieren kleiner dan 100 cm
eten meer ongewervelden, grotere diepzeeroggen meer vis.